# Cercado (Tarija)
Cercado é uma província da Bolívia localizada no departamento de Tarija, sua capital é a cidade de Tarija.